# Arbre (Henegouwen)
Arbre is een dorp in de Belgische provincie Henegouwen en een deelgemeente van de Waalse stad Aat.
Arbre was een zelfstandige gemeente tot die bij de gemeentelijke herindeling van 1977 toegevoegd werd aan de gemeente Aat.

## Bezienswaardigheden
- De Sint-Jan-de-Doperkerk (Église Saint-Jean-Baptiste) is een bakstenen neoclassicistisch kerkgebouw van 1835 met een 16e-eeuwse toren.

## Natuur en landschap
Arbre ligt aan de Oostelijke Dender op een hoogte van 42 meter aan de kerk.

## Demografische ontwikkeling
Opm:1831 t/m 1970=volkstellingen; 1976=inwoneraantal op 31 december

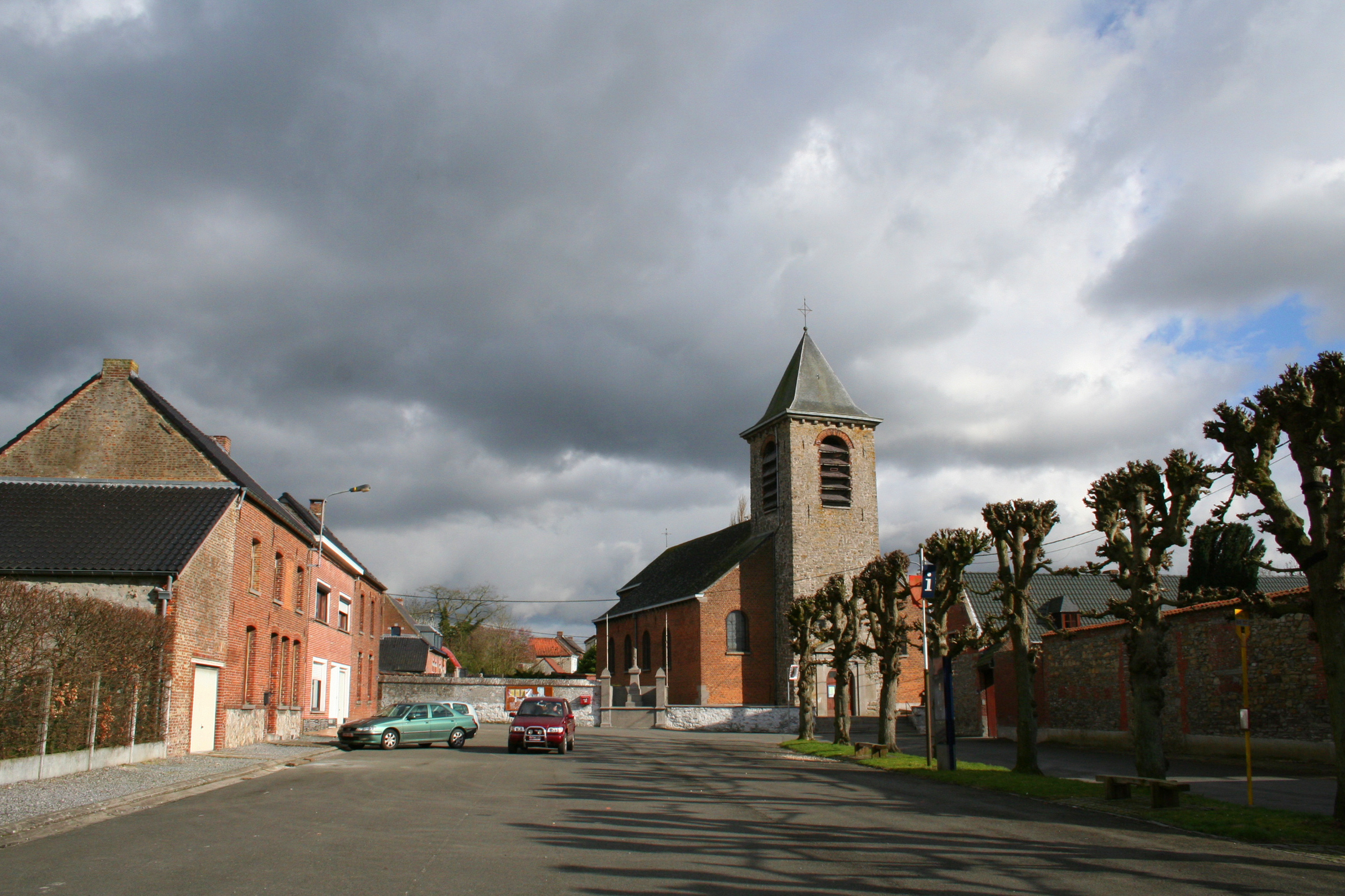
Dorpsplein
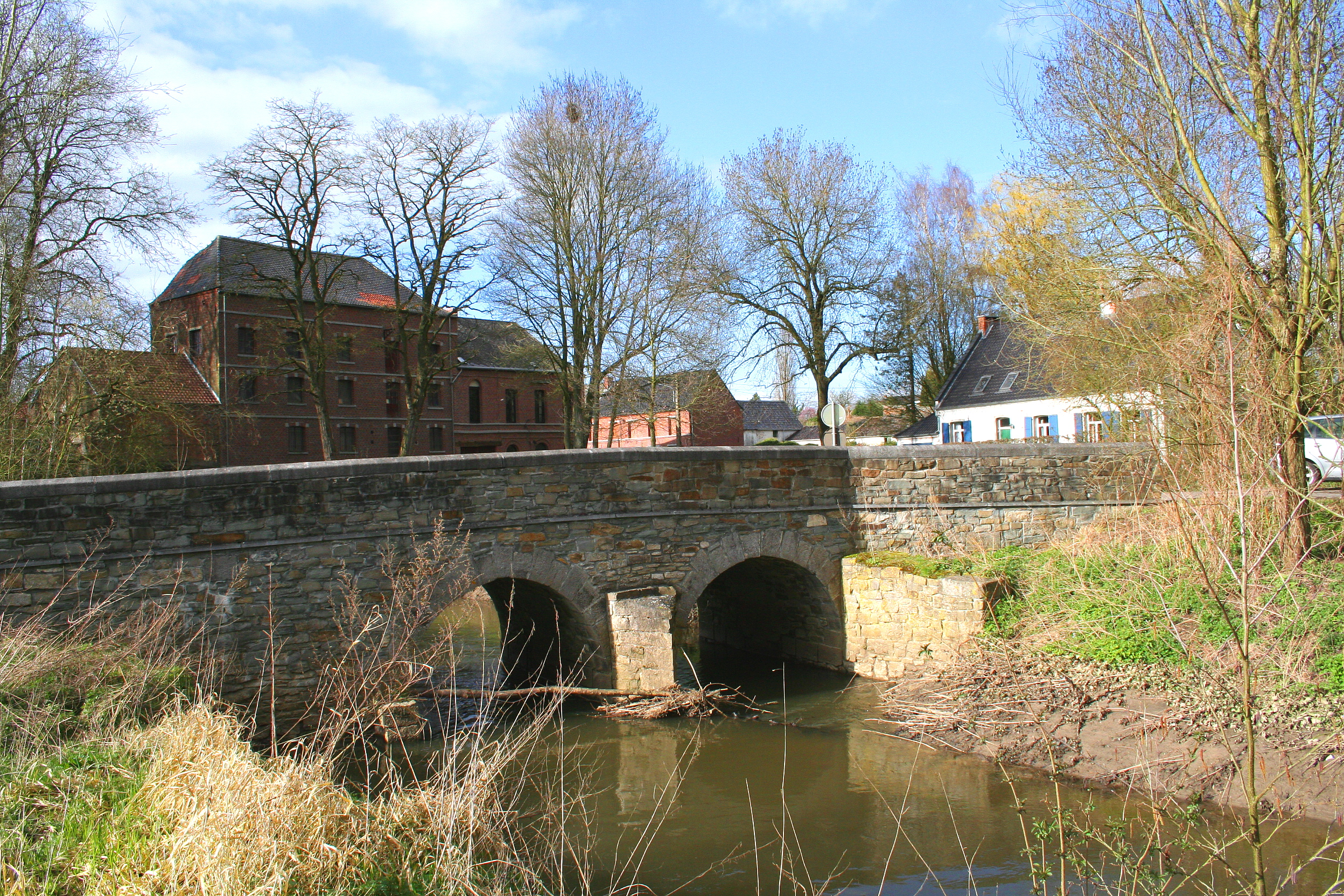
Oude brug
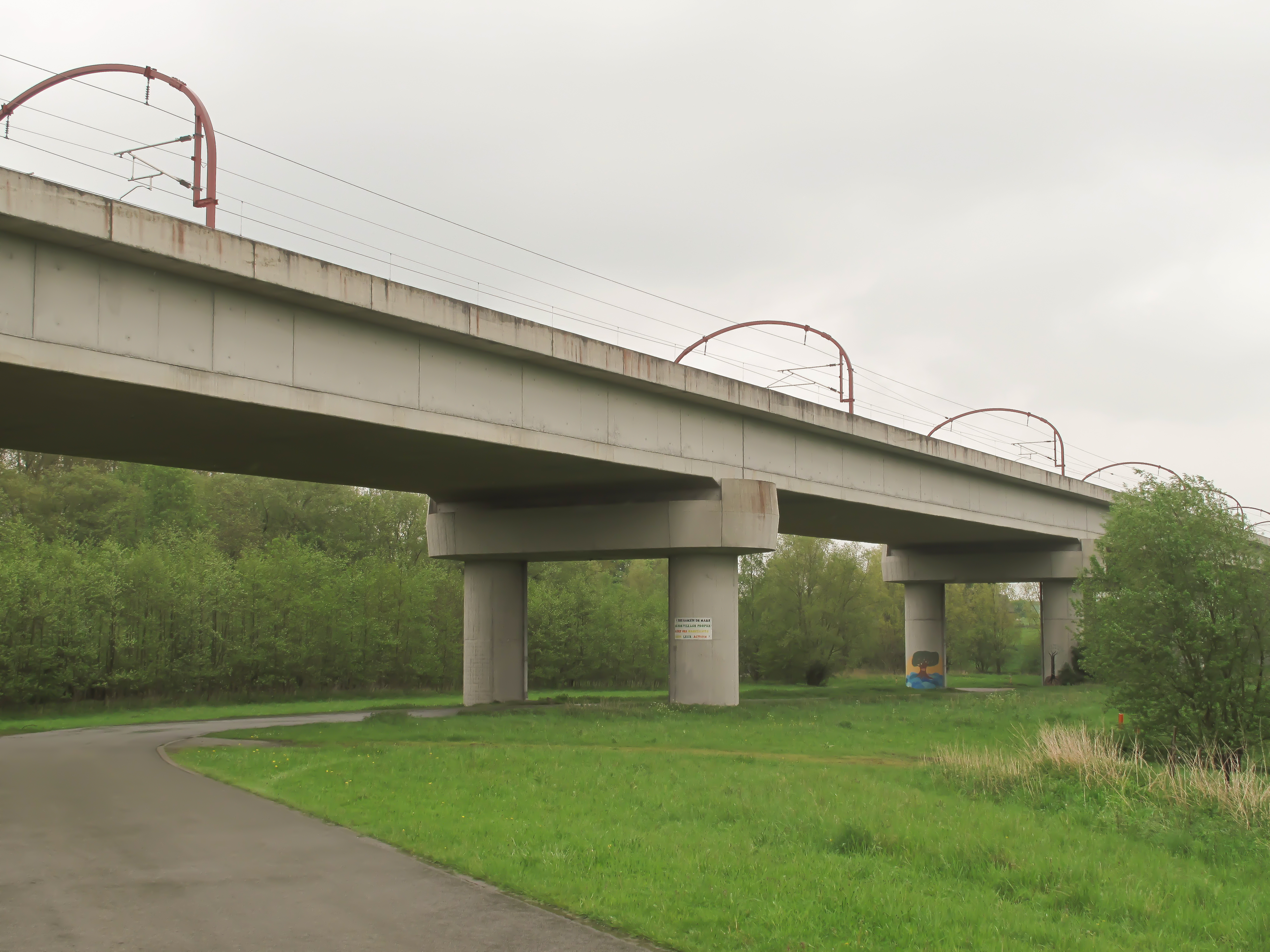
Spoorviadukt bij Arbre
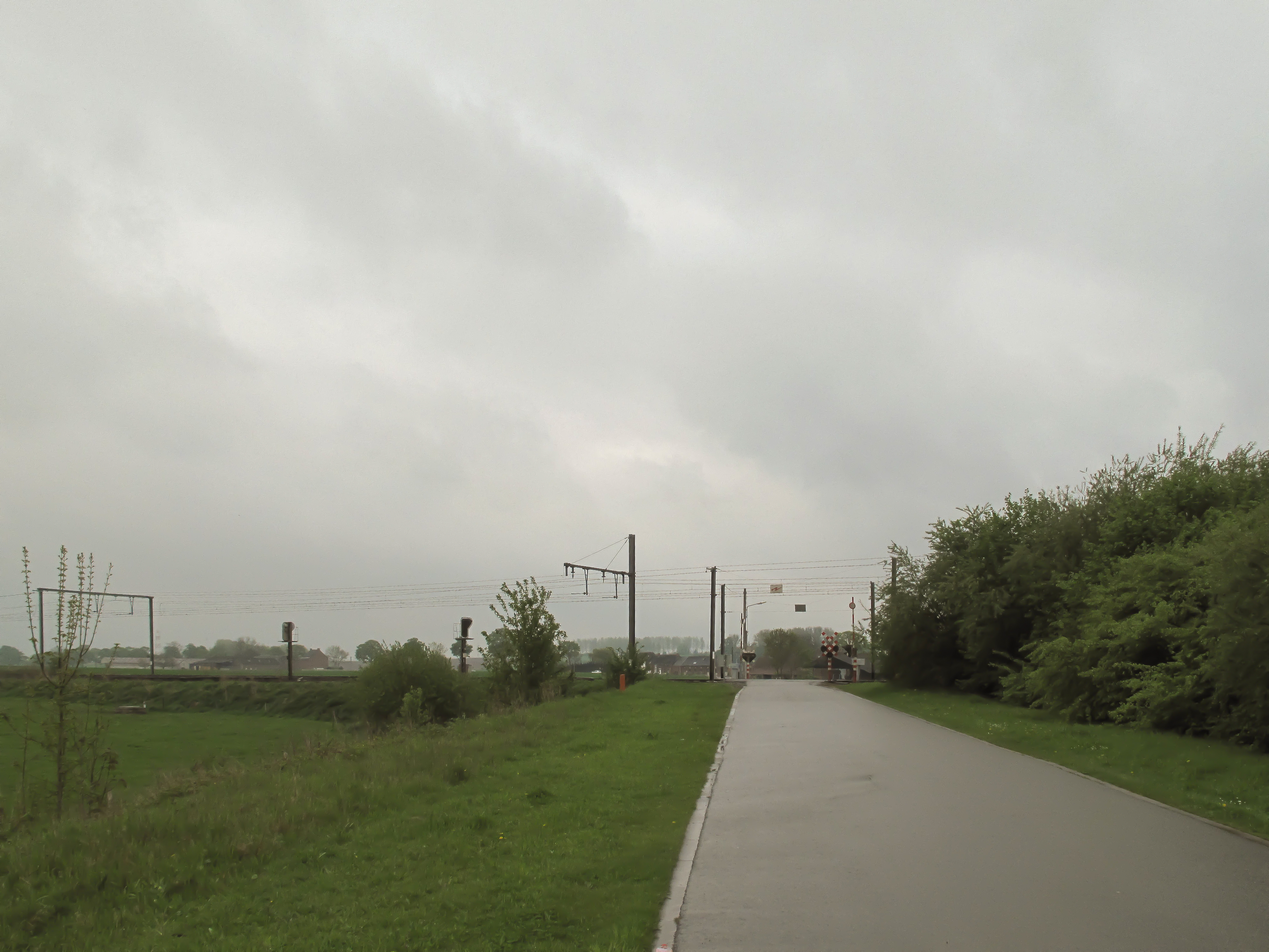
Spoorwegovergang bij Arbre
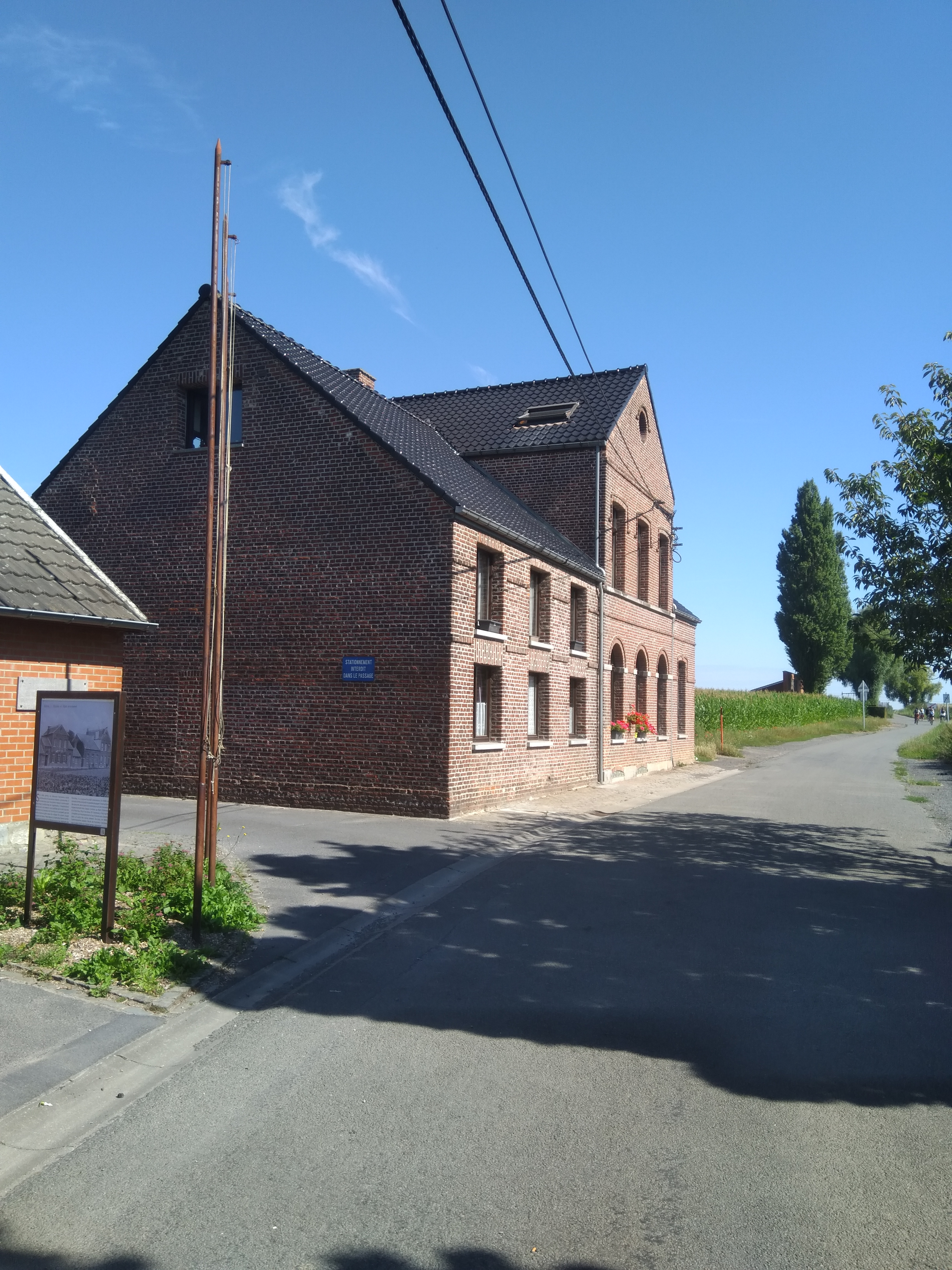
Voormalig gemeentehuis
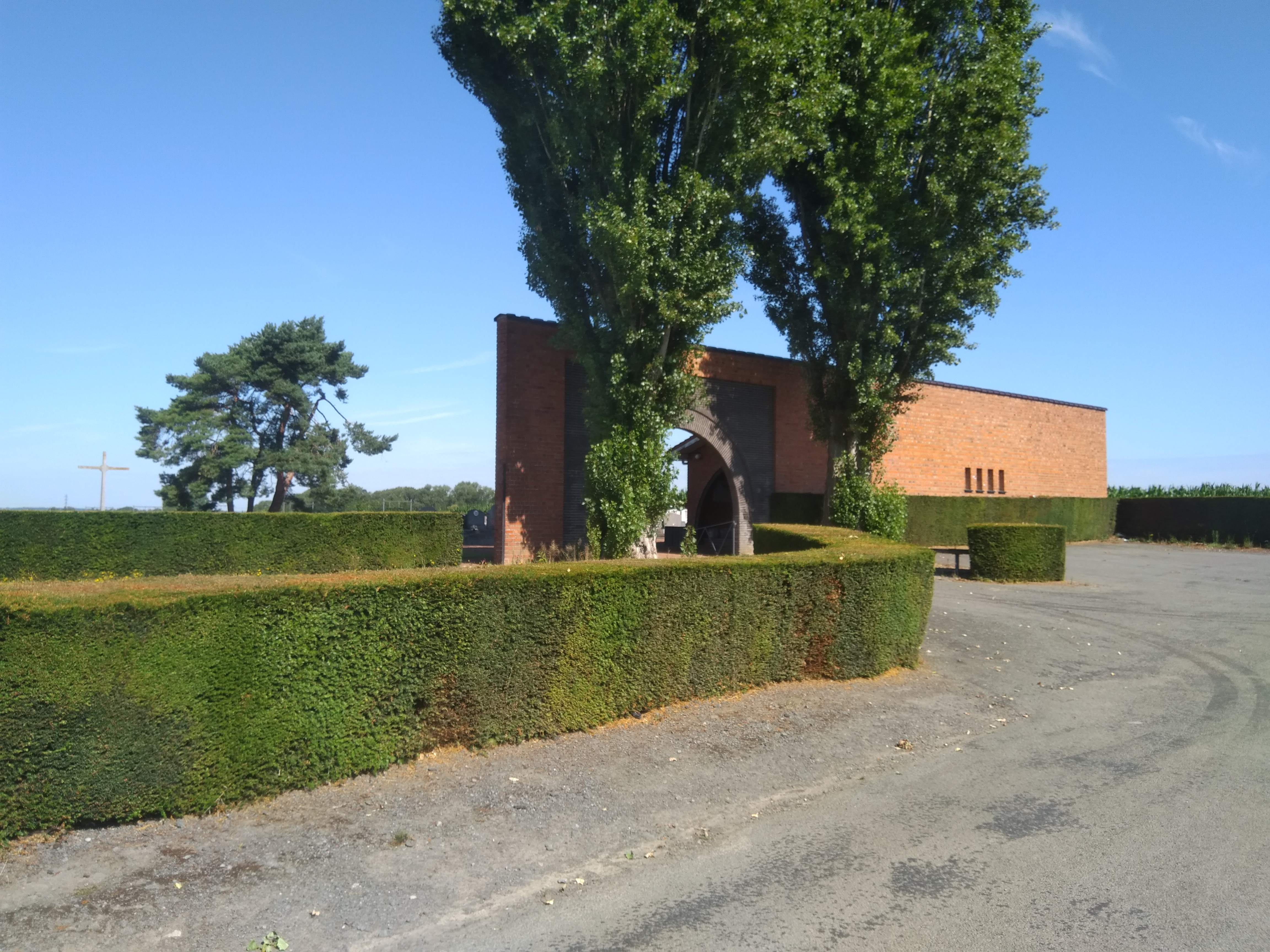
Nieuwe begraafplaats
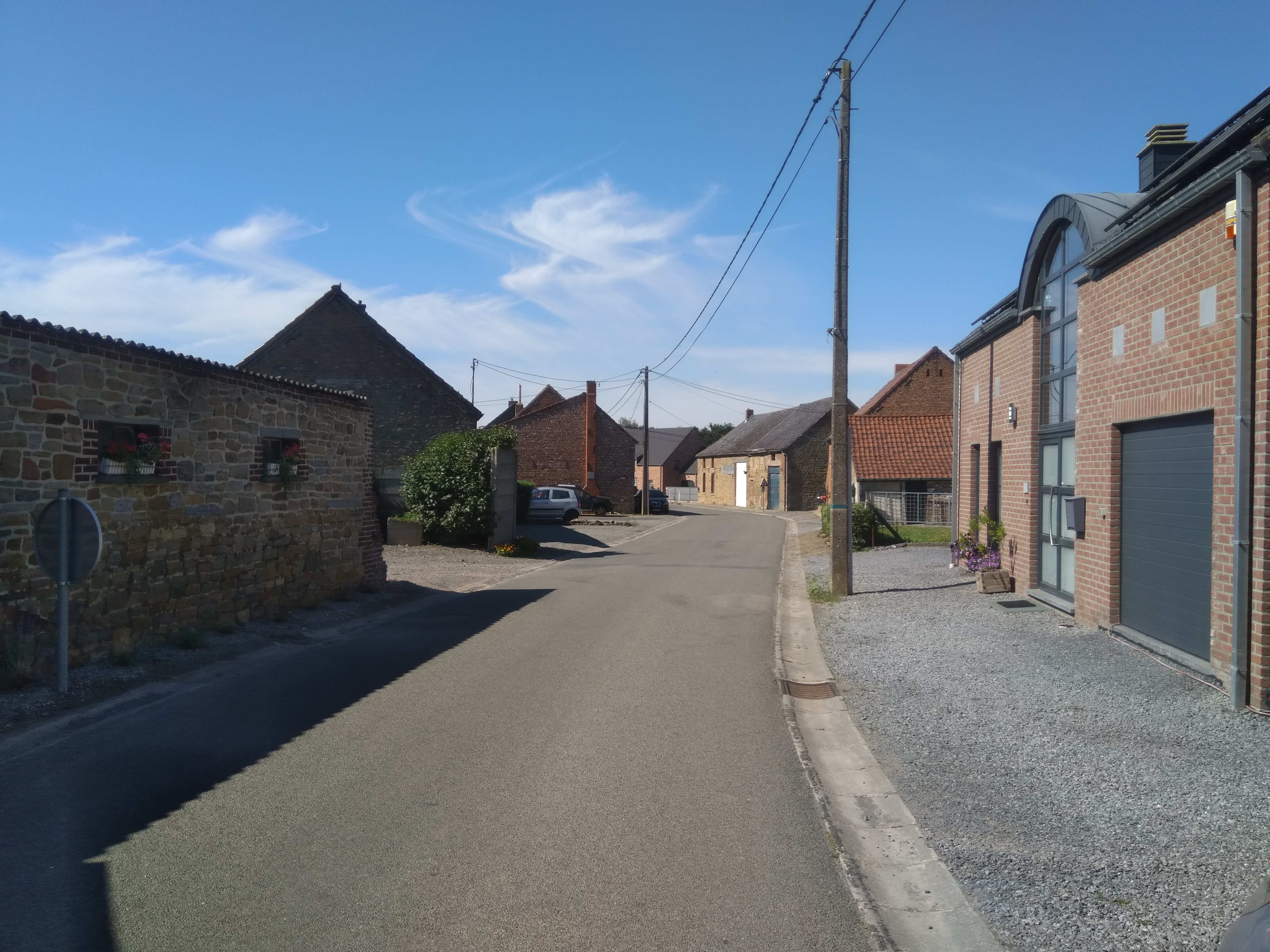
Gehucht Ponchau

## Nabijgelegen kernen
Maffle, Isières, Attre